# Bayadera
Bayadera – rodzaj ważek z rodziny Euphaeidae.

## Podział systematyczny
Do rodzaju należą następujące gatunki:
- Bayadera bidentata Needham, 1930
- Bayadera brevicauda Fraser, 1928
- Bayadera continentalis Asahina, 1973
- Bayadera fasciata Sjöstedt, 1932
- Bayadera forcipata Needham, 1930
- Bayadera hatvan Hämäläinen & Kompier, 2015
- Bayadera hyalina Selys, 1879
- Bayadera indica (Selys, 1853)
- Bayadera ishigakiana Asahina, 1964
- Bayadera kali Cowley, 1936
- Bayadera kinnara Hämäläinen, 2013
- Bayadera kirbyi Wilson & Reels, 2001
- Bayadera longicauda Fraser, 1928
- Bayadera melanopteryx Ris, 1912
- Bayadera nephelopennis Davies & Yang, 1996
- Bayadera serrata Davies & Yang, 1996
- Bayadera strigata Davies & Yang, 1996